# Lê Khả Phiêu

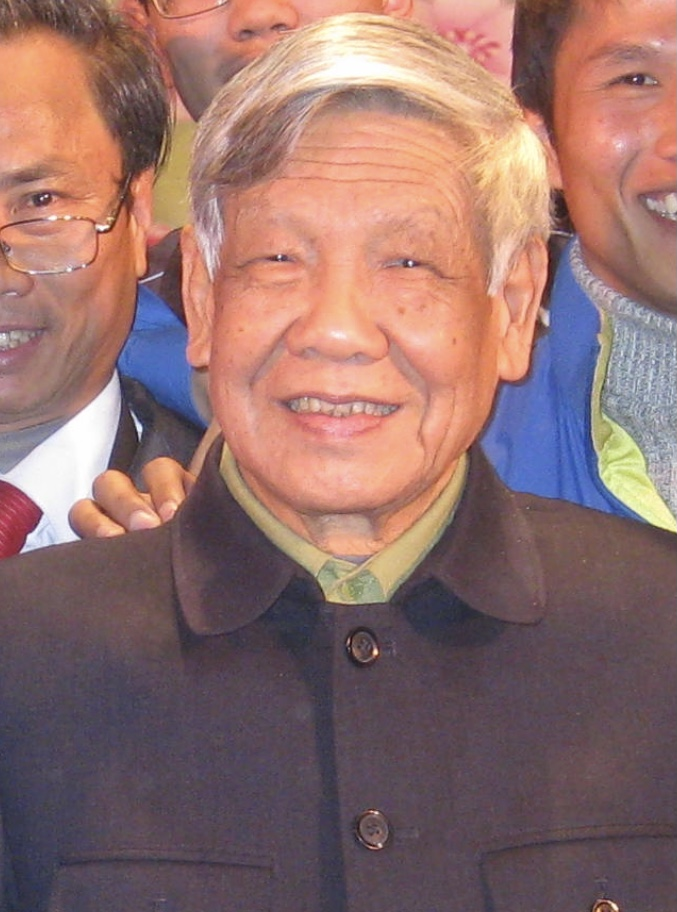
Lê Khả Phiêu (2011)

Lê Khả Phiêu (* 27. Dezember 1931 in der Gemeinde Đông Khê, Distrikt Đông Sơn, Provinz Thanh Hóa; † 7. August 2020 in Hanoi) war von 1997 bis 2001 Generalsekretär der Kommunistischen Partei Vietnams.

## Leben
Lê Khả Phiêu kam aus Thanh Hóa. Seine Hauptzeit im Staatsdienst leistete er als Politoffizier bei der Volksarmee. Zur Spitze dieser Karriere diente er als Chef der Politischen Verwaltung der Streitkräfte. Er wurde 1991 ins Zentralkomitee und 1994 in das Politbüro der Partei aufgenommen. Unter der Protektion von Lê Đức Anh wurde er 1997 Generalsekretär der Partei. 1999 schloss Lê Khả Phiêu als Generalsekretär ein Grenzabkommen mit der Volksrepublik China ab. 2001 wurde er vom Zentralkomitee der Partei abberufen und durch den reformorientierten Nông Đức Mạnh ersetzt.